# Архипов, Сергей Николаевич (шахматист)
Сергей Николаевич Архипов (род. 23 июня 1954, Москва) — советский и российский шахматист, гроссмейстер (1991), тренер и военнослужащий.
Работал в Московском спортивном среднем специальном училище Олимпийского резерва (2006—2011).
Среди воспитанников Архипова — Анастасия Боднарук, Ольга Гиря, Анастасия Савина, Алина Кашлинская, Юрий Елисеев, Владимир Белоус и Илья Ильюшенок.
Архипов написал несколько книг:
- Программа подготовки шахматистов IV—II разрядов, Москва. 2007 г., 240 стр. (в соавторстве с Валерием Чеховым и Виктором Комляковым)
- Программа подготовки шахматистов I разряда-кандидатов в мастера, Москва, 2009., 304 стр. (в соавторстве с Валерием Чеховым и Виктором Комляковым)

В 2016 году выдвигался в кандидаты Госдумы РФ 7-го созыва от ПАРНАСа по региональной группе Алтайская восьмым номером.
Женат на шахматистке Наталье Алёхиной.

## Достижения
| Год  | Город                  | Турнир                | + | − | = | Место |
| ---- | ---------------------- | --------------------- | - | - | - | ----- |
| 1983 | Балатонберень — Фоньод | Международный турнир  |   |   |   | 1     |
| 1984 | Кечкемет               | Международный турнир  |   |   |   | 3—4   |
|      | Мезёхедьеш             | Международный турнир  |   |   |   | 1     |
|      | Эгер                   | Международный турнир  |   |   |   | 4     |
| 1985 | Кечкемет               | Международный турнир  |   |   |   | 1—3   |
|      | Москва                 | Международный турнир  |   |   |   | 4     |
|      | Харкань                | Международный турнир  |   |   |   | 1     |
| 1994 | Элиста                 | 47-й чемпионат России | 3 | 1 | 7 | 7—15  |